# 85472 Xizezong
85472 Xizezong este un asteroid din centura principală de asteroizi.

## Descriere
85472 Xizezong este un asteroid din centura principală de asteroizi. A fost descoperit pe 9 iunie 1997 la Xinglong în cadrul programului Beijing Schmidt CCD Asteroid Program. Asteroidul prezintă o orbită caracterizată de o semiaxă mare de 2,31 ua, o excentricitate de 0,20 și o înclinație de 9,3° în raport cu ecliptica.